# Trørød
Trørød er en by beliggende i Rudersdal Kommune i Nordsjælland, med 12.443 indbyggere (2011) . Forstaden er i dag sammenvokset med Gl. Holte og Vedbæk til ét samlet byområde. Trørød ligger ca. 20 kilometer nord for Københavns centrum.

## Bymiljø
I Trørøds centrum ligger Trørød Torv med moderne indkøbscenter, som igen er omgivet af en række velholdte gamle huse. Den ældste del af den tidligere landsby Trørød ligger omkring Trørød Torv. Flere af de gamle gårde, som oprindeligt udgjorde landsbyen er bevarede og Trørød er i dag, med to gamle skolebygninger, sprøjtehus og andre småhuse en af de bedst bevarede landsbyer i Rudersdal kommune.

## Etymologi
Trørød omtales første gang 1370-80 som Thryrwth, der menes at bestå af et forled, et navn afledt fra Trygve, og -rød i betydningen rydning, altså "Trygves rydning".

## Historie
Landsbyen Thryrwth (Trørød), nævntes i et brev fra pave Urbans 3. til Absalon i 1186. Her bekræftede paven, at landsbyen testamenteredes til kirken i Roskilde som tilliggende til sognets største landsby Nærum. Trørød var i 1500-1600-tallet en af sognets mindste landsbyer, med et samlet landbrugsareal på halv størrelse af en gennemsnitlig herregård. Trørøds jorder blev kortvarigt pantsat efter svenskekrigene 1658-59 (Anden Karl Gustav-krig), men i en enkelt gård indløste Kronen ikke panten. Den blev indrettet som kobbermøllen ”Freudenlund” (Frydenlund), men tilbagekøbt af kronen og indrettet som jagthytte i 1683.
Trørød bestod i 1682 af 7 gårde og 3 huse uden jord. Det samlede dyrkede areal udgjorde 117,2 tønder land skyldsat til 40,50 tønder hartkorn. Dyrkningssystemet var alsædebrug. I 1635 var udsædens relative fordeling: 48% rug, 39% byg, 13% havre.
Lyngby-Vedbæk Jernbane (LVJ) blev anlagt i 1899-1900 med hjemmel i den store jernbanelov fra 1894. Banen blev åbnet 25. august 1900 og havde blandt andet en station i Trørød. Den var anlagt for at betjene Mølleådalens industrier, men blev efterhånden en ren personbane. På grund af dårlig økonomi blev trafikken indskrænket allerede i 1917.
I Trørød boede i 1906 313 indbyggere, i 1911 342 indbyggere, i 1916 439 indbyggere, i 1921 596 indbyggere, i 1925 796 indbyggere, i 1930 887 indbyggere, i 1935 874 indbyggere, i 1940 931 indbyggere, i 1945 971 indbyggere.
I 1911 havde Trørød 342 indbyggere, heraf ernærede 119 sig ved landbrug, 126 ved håndværk og industri og 22 ved handel.

## Fra landsby til forstad
Landsbyidyllen dominerede Trørød helt op til moderne tider, selvom fremskridtet også nåede til byen. I 1852 fik Trørød sin første industri, Frydenlund Teglværk, og i perioden 1900-1921 kørte Nærumbanen til Trørød. Dog primært for at betjene Frydenlund æbleplantage. I begyndelsen af 1900-tallet steg indbyggertallet også i Trørød, som det gjorde i kommunens andre byer – dog ikke helt så hurtigt. Trørød var den sidste landsby i Søllerød Kommune, som forvandlede sig til forstad. I 1960’erne fik Trørød et industrikvarter, og villakvarterene overtog bybilledet.

## Natur
Trørød er omgivet af en herlig natur. Mod nord støder arealerne op til kommunegrænsen mod Hørsholm Kommune. I dette område findes flere dyrkede arealer. Yderligere er byen omgivet af mose, mindre skovområder med bronzealdergravhøje og smukke højdedrag. Gennem dette område fører en af kommunens smukkeste cykel- og gangstier (Grisestien) på den nedlagte jernbanestrækning Nærum–Vedbæk, som en del af Kulturslangeruten. De ældste spor af menneskelige aktivitet, der er fundet på denne egn er 11.000 år gamle flinteredskaber.

## Historiske bygninger
De ældste bygninger finder man ved byens torv, hvor blandt andet byens ældste skole fra 1721 ligger. Trørød tilhører Region Hovedstaden.

## Steder
I Trørøds centrum ligger et torv med moderne indkøbscenter, som igen er omgivet af en række velholdte gamle huse, men også et villakvarter.
- Trørød Torv
- Trørødskolen
- A/H Skovly
- Trørød Kollegiet
- Trørød Skov
- Frydenlund